# Wiesenkotten
Wiesenkotten ist eine Ortslage in der bergischen Großstadt Solingen. Sie geht auf einen gleichnamigen Schleifkotten am Ufer der Wupper zurück, der im November 2018 abbrannte.

## Lage und Beschreibung
Wiesenkotten befindet sich abseits der geschlossenen städtischen Bebauung im Solinger Stadtbezirk Burg/Höhscheid. Der Ort liegt in der naturräumlichen Einheit Westliches Wupperengtal auf dem Flussabschnitt zwischen Müngsten im Norden und Burg im Süden. Der Fluss bildet in diesem Abschnitt teilweise die Stadtgrenze zu Remscheid; auf der gegenüberliegenden, Remscheider Flussseite befindet sich mit 96 m ü. NHN der niedrigste Punkt des Remscheider Stadtgebietes. Bei Wiesenkotten mündet zudem der von Westen kommende Wiesenkottener Bach und der von Osten kommende Ohlsiepen in die Wupper. Der Ort ist mit dem Auto über den Wiesenkottener Weg von der auf einem Höhenzug verlaufenden Burger Landstraße aus zu erreichen, die als Landesstraße 407 klassifiziert ist. Im zur Wupper abfallenden Gelände im Westen befindet sich die Ringwallanlage Wiesenkotten, ein vor- oder frühgeschichtlicher Abschnittswall auf einem Bergsporn über der Wupper.
Über Wiesenkotten führt auch der an der Wupper entlangführende Hauptwanderweg zwischen Müngsten und Burg. Er wechselt bei Wiesenkotten mithilfe der Fußgängerbrücke Wiesenkotten auch die Wupperseite, denn in südliche Richtung führt er auf der östlichen Wupperseite entlang, in nördliche Richtung auf der westlichen Seite.
Benachbarte Orte sind bzw. waren (von Nord nach West): Arnsberger Kotten, die zu Remscheid gehörenden Ortsteile Küppelstein, Von-Bodelschwingh-Siedlung und Westhausen, sowie Unterburg, Burger Höhe, Strohn, Jagenberg, Birken und Dorperhof.

## Geschichte
Der Wiesenkotten, benannt nach seiner Lage in den dortigen Wupperwiesen, wurde in der ersten Hälfte des 18. Jahrhunderts errichtet. In der Karte Topographia Ducatus Montani, Blatt Amt Solingen, von Erich Philipp Ploennies aus dem Jahre 1715 ist der Kotten allerdings noch nicht verzeichnet. Es handelte sich ursprünglich um einen Doppelkotten mit Innen- und Außenkotten. Zunächst wurden in dem Kotten große Messer geschliffen, ehe ab Mitte des 19. Jahrhunderts auf noch größere Remscheider Ware wie Sägen umgestellt wurde. Der Kotten brannte 1847 ab, wurde jedoch wieder aufgebaut.
Die Topographische Aufnahme der Rheinlande von 1824 verzeichnet den Schleifkotten unbenannt, während die Preußische Uraufnahme von 1844 den Kotten als Schl. bezeichnet. In der Karte vom Kreise Solingen des Solinger Landmessers C. Larsch aus dem Jahr 1875 ist der Ort als Wiesenkotten verzeichnet. Auch die Preußische Neuaufnahme von 1893 verzeichnet den Ort als Wiesenkotten.
Der Ort gehörte zur 1815 gegründeten Bürgermeisterei Dorp, die 1856 das Stadtrecht erhielt, und lag dort in der Flur V. Gluder. Die Bürgermeisterei beziehungsweise Stadt Dorp wurde nach Beschluss der Dorper Stadtverordneten zum 1. Januar 1889 mit der Stadt Solingen vereinigt. Damit wurde Wiesenkotten ein Ortsteil Solingens.
Ab den 1880er Jahren wurden Teile des Wiesenkottens in eine Gastwirtschaft umgewandelt. Bevor der Gastwirt 1883 eine Brücke über die Wupper errichten ließ, herrschte an der Stelle ein Fährbetrieb. Zur Finanzierung des Brückenbaus verlangte der Gastwirt anfangs einen Brückenzoll. Das Wandereraufkommen nahm insbesondere nach Fertigstellung der Müngstener Brücke 1897 zu, als die Menschen an den Wochenenden von Burg aus Richtung Müngsten spazierten. Einige von ihnen kehrten auf halber Wegstrecke im Wiesenkotten ein, was den Betrieb der Gaststätte bald lukrativer machte als den Schleifbetrieb.
Im Jahre 1928 erwarb die Stadt Solingen den Wiesenkotten, die Gastwirtschaft wurde durch Pächter weiterbetrieben. Kurz vor dem Zweiten Weltkrieg wurde der Innenkotten abgerissen, in den 1950er Jahren schließlich das Wupperwehr an dem Kotten beseitigt. Die Gaststätte im einstigen Außenkotten wurde jedoch bis in die 2000er Jahre weiterbetrieben.

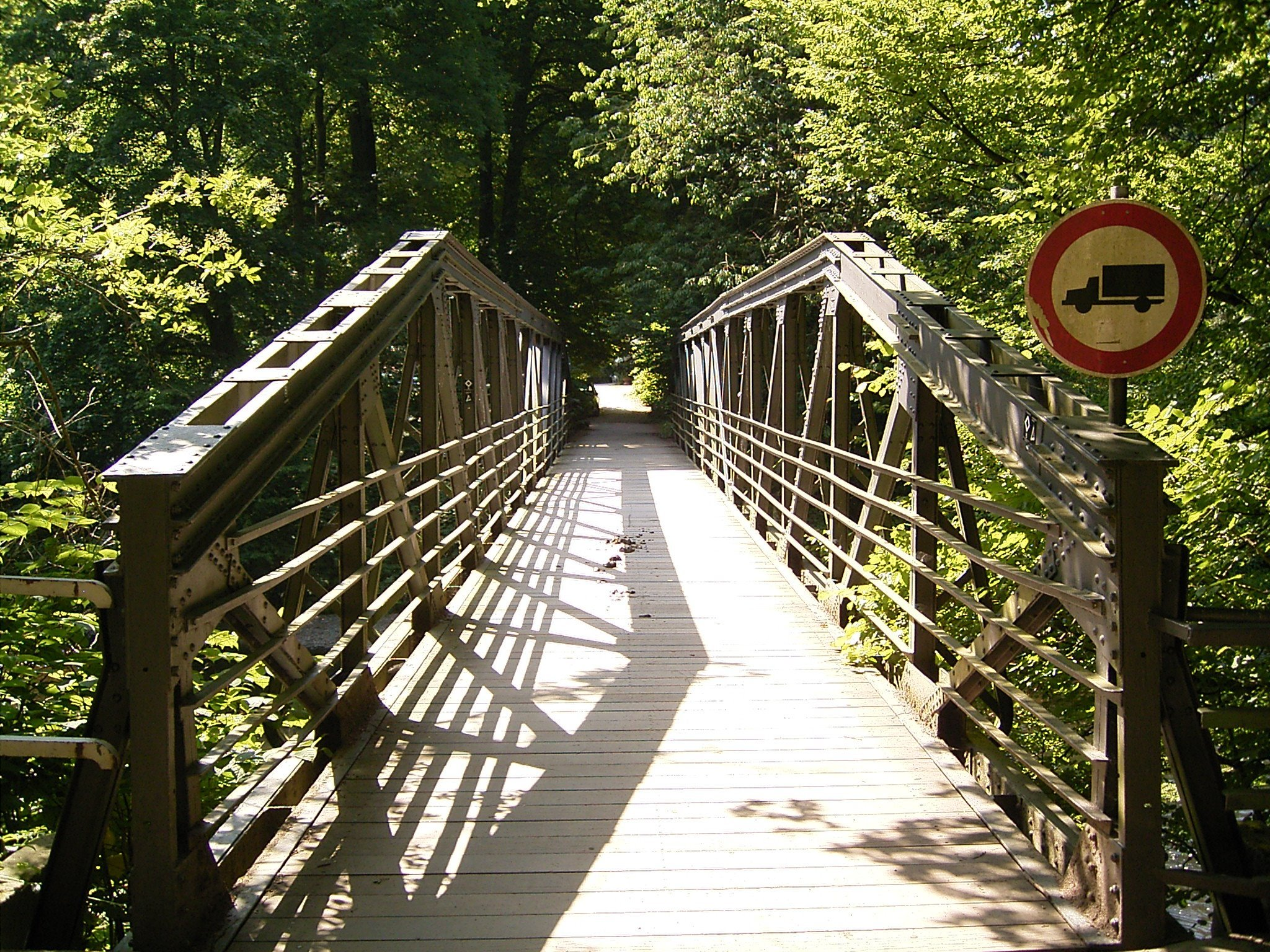
Wupperbrücke Wiesenkotten (2008)
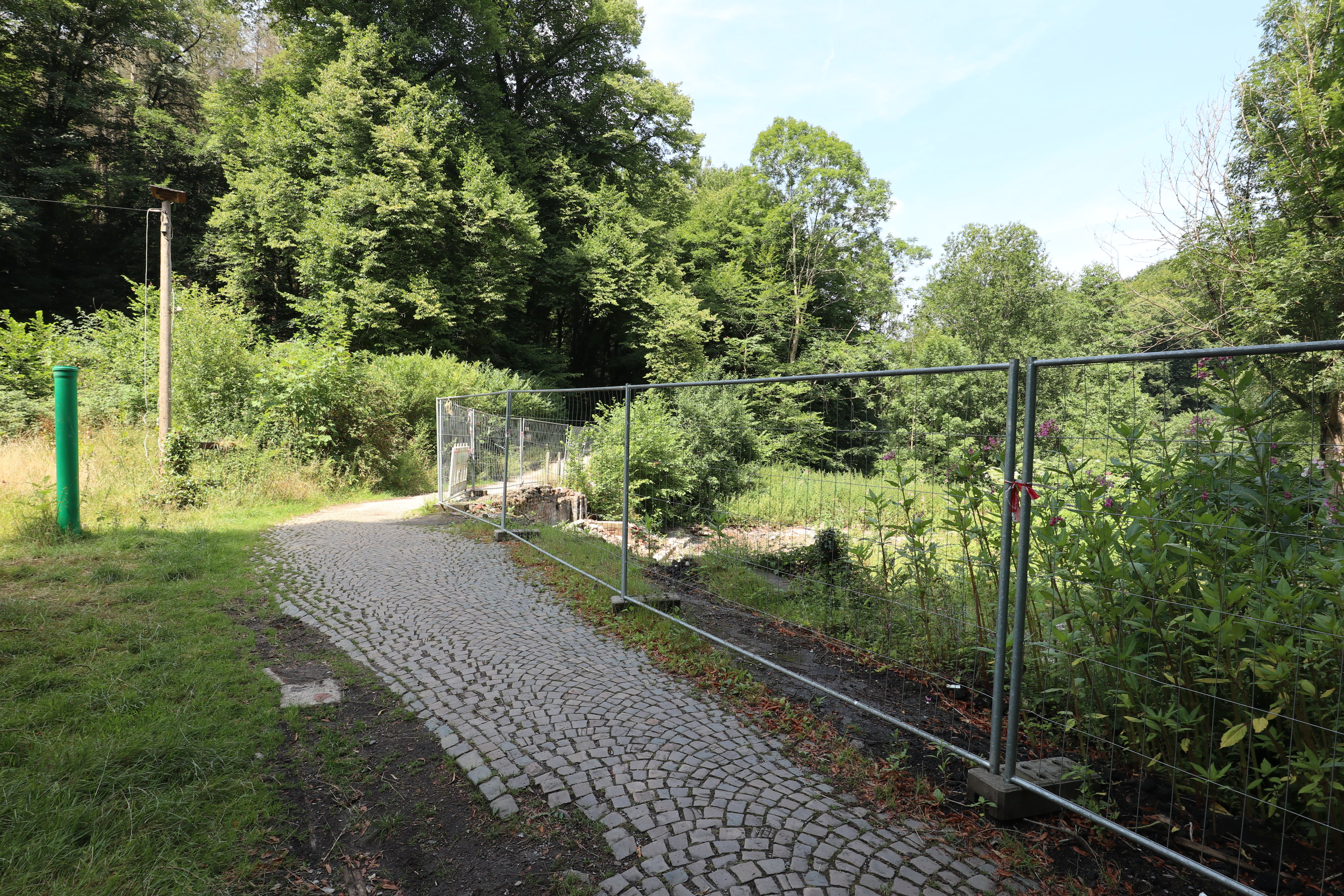
Die beseitigte Ruine des Wiesenkottens (2022)

Am frühen Morgen des 16. November 2018 brannte der Außenkotten vollständig ab. Übrig blieb eine Brandruine, die schließlich im Herbst 2021 beseitigt wurde. Für einen Wiederaufbau des Gebäudes lag im Januar 2022 der Stadt Solingen ein Bauantrag vor.